# Jozef Jan Theodor Houba
Jozef Jan Theodor Houba (Horst, 9 oktober 1851 - aldaar, 30 januari 1913) was een Nederlands burgemeester. Hij bekleedde dit ambt voor de gemeente Horst van 1884 tot aan zijn dood in 1913.

## Leven en werk
Houba werd in 1851 in Horst geboren. Op 29 mei 1884 werd hij benoemd tot burgemeester van Horst. Op 5 mei 1909 vierde hij zijn zilveren ambtsjubileum. Bijna vier jaar later, in 1913, overleed hij.
Zijn oudste dochter, Helena (1899-1972), trouwde in 1924 met Willem W.P. Everts, die van 1923 tot 1958 burgemeester van Sevenum was.